# Sơn ca mỏ dài miền đông
Sơn ca mỏ dài miền đông (danh pháp hai phần: Certhilauda semitorquata) là một loài chim thuộc Họ Sơn ca. Loài này sinh sống ở Lesotho, Nam Phi và Swaziland. Môi trường sinh sống của chúng là thảo nguyên đất thấp khô nhiệt đới hoặc cận nhiệt đới.